# Huang Bokai
Huang Bokai (黄博凯S; Shaowu, 16 settembre 1996) è un astista cinese.

## Palmarès
| Anno | Manifestazione      | Sede           | Evento           | Risultato | Prestazione | Note                                     |
| ---- | ------------------- | -------------- | ---------------- | --------- | ----------- | ---------------------------------------- |
| 2013 | Mondiali allievi    | Donec'k        | Salto con l'asta | Argento   | 5,20 m      | Miglior prestazione personale            |
| 2014 | Asiatici U20        | Taipei         | Salto con l'asta | Oro       | 5,25 m      |                                          |
| 2014 | Mondiali juniores   | Eugene         | Salto con l'asta | 5º        | 5,45 m      | Miglior prestazione personale            |
| 2015 | Campionati asiatici | Wuhan          | Salto con l'asta | Bronzo    | 5,50 m      |                                          |
| 2016 | Asiatici indoor     | Doha           | Salto con l'asta | Oro       | 5,75 m      |                                          |
| 2016 | Giochi olimpici     | Rio de Janeiro | Salto con l'asta | 16º (q)   | 5,54 m      |                                          |
| 2019 | Campionati asiatici | Doha           | Salto con l'asta | Bronzo    | 5,66 m      | Miglior prestazione personale stagionale |
| 2019 | Mondiali            | Doha           | Salto con l'asta | 9º        | 5,55 m      |                                          |
| 2021 | Giochi olimpici     | Tokyo          | Salto con l'asta | 21º (q)   | 5,50 m      |                                          |
| 2022 | Mondiali            | Eugene         | Salto con l'asta | 24º (q)   | 5,50 m      |                                          |
| 2023 | Campionati asiatici | Bangkok        | Salto con l'asta | Bronzo    | 5,51 m      |                                          |
| 2023 | Mondiali            | Budapest       | Salto con l'asta | 6º        | 5,75 m      | =                                        |
| 2023 | Giochi asiatici     | Hangzhou       | Salto con l'asta | Argento   | 5,65 m      |                                          |
| 2024 | Giochi olimpici     | Parigi         | Salto con l'asta | 7º        | 5,80 m      | Miglior prestazione personale            |